# Бакає Траоре
Бакає Траоре (фр. Bakaye Traoré, * 6 березня 1985, Бонді) — малійський футболіст, півзахисник, який є вільним агентом.

## Клубна кар'єра
У дорослому футболі дебютував 2004 року виступами за команду клубу «Ам'єн», в якій провів п'ять сезонів, взявши участь у 106 матчах чемпіонату. Більшість часу, проведеного у складі «Ам'єна», був основним гравцем команди.
До складу клубу «Нансі» приєднався 2009 року. За три сезони встиг відіграти за команду з Нансі 71 матч в національному чемпіонаті, забивши 11 голів.
9 травня 2012 року уклав трирічний контракт з італійським «Міланом», проте стати основним гравцем не зумів, тому через рік, 5 вересня 2013 року був орендований турецьким клубом «Кайсері Ерджієсспор».
1 липня 2014 року на правах вільного агента перейшов в турецький «Бурсаспор». За два роки відіграв за команду з Бурси 19 матчів в національному чемпіонаті. У вересні 2016 залишив турецький клуб та став вільним агентом.

## Виступи за збірну
24 лютого 2009 року дебютував в офіційних матчах у складі національної збірної Малі. 
У складі збірної був учасником Кубка африканських націй 2010 року в Анголі, Кубка африканських націй 2012 року у Габоні та Екваторіальній Гвінеї, на якому команда здобула бронзові нагороди.
Наразі провів у формі головної команди країни 24 матчі, забивши 2 голи.
| Дата       | Місто          | Господарі    | Результат             | Гості        | Турнір                                             | Голи | Примітки   |
| ---------- | -------------- | ------------ | --------------------- | ------------ | -------------------------------------------------- | ---- | ---------- |
| 11-2-2009  | Буа-Гійом      | Ангола       | 0 – 4                 | Малі         | товариський матч                                   | -    |            |
| 28-3-2009  | Омдурман       | Судан        | 1 – 1                 | Малі         | Відбір до ЧС 2010                                  | -    |            |
| 21-6-2009  | Бамако         | Малі         | 3 – 1                 | Бенін        | Відбір до ЧС 2010                                  | -    |            |
| 12-8-2009  | Ле-Петі-Кевії  | Малі         | 3 – 0                 | Буркіна-Фасо | товариський матч                                   | -    |            |
| 6-9-2009   | Котону         | Бенін        | 1 – 1                 | Малі         | Відбір до ЧС 2010                                  | -    |            |
| 11-10-2009 | Бамако         | Малі         | 1 – 0                 | Судан        | Відбір до ЧС 2010                                  | -    |            |
| 30-12-2009 | Доха           | Малі         | 2 – 1                 | Іран         | товариський матч                                   | 1    |            |
| 2-1-2010   | Доха           | Катар        | 0 – 0                 | Малі         | товариський матч                                   | -    |            |
| 4-1-2010   | Доха           | Єгипет       | 1 – 0                 | Малі         | товариський матч                                   | -    |            |
| 10-1-2010  | Луанда         | Ангола       | 4 – 4                 | Малі         | Кубок африканських націй 2010 - груповий етап      | -    |            |
| 11-8-2010  | Мариньян       | Малі         | 0 – 2                 | Гвінея       | товариський матч                                   | -    |            |
| 4-9-2010   | Прая           | Кабо-Верде   | 1 – 0                 | Малі         | Відбір до Кубка африканських націй 2012            | -    |            |
| 5-6-2011   | Хараре         | Зімбабве     | 2 – 1                 | Малі         | Відбір до Кубка африканських націй 2012            | -    |            |
| 3-9-2011   | Бамако         | Малі         | 3 – 0                 | Кабо-Верде   | Відбір до Кубка африканських націй 2012            | -    |            |
| 11-11-2011 | Сен-Ле-ла-Форе | Буркіна-Фасо | 1 – 1                 | Малі         | товариський матч                                   | -    |            |
| 24-1-2012  | Франсвіль      | Малі         | 1 – 0                 | Гвінея       | Кубок африканських націй 2012 - груповий етап      | 1    |            |
| 28-1-2012  | Франсвіль      | Гана         | 2 – 0                 | Малі         | Кубок африканських націй 2012 - груповий етап      | -    |            |
| 5-2-2012   | Лібревіль      | Ботсвана     | 1 – 2                 | Малі         | Кубок африканських націй 2012 - груповий етап      | -    |            |
| 5-2-2012   | Лібревіль      | Габон        | 1 – 1 д.ч. (4-5 п.п.) | Малі         | Кубок африканських націй 2012 - чвертьфінал        | -    |            |
| 8-2-2012   | Лібревіль      | Малі         | 0 – 1                 | Кот-д'Івуар  | Кубок африканських націй 2012 - півфінал           | -    |            |
| 11-2-2012  | Малабо         | Гана         | 0 – 2                 | Малі         | Кубок африканських націй 2012 - Матч за 3-тє місце | -    | 3-тє місце |
| Усього     |                | Матчів       | 21                    |              | Голів                                              | 2    |            |

## Титули і досягнення
- Бронзовий призер Кубка африканських націй: 2012